# Cosmosoma entella
Cosmosoma entella là một loài bướm đêm thuộc phân họ Arctiinae, họ Erebidae.